# Johnny (eksperimentalfilm)
 For alternative betydninger, se Johnny. (Se også artikler, som begynder med Johnny)
Johnny er en dansk eksperimentalfilm fra 1988, der er instrueret af Knud Vesterskov, Ulrik Al Brask og Jens Tang efter manuskript af Knud Vesterskov.

## Handling
Moderne fortolkning af slaveri. Med udgangspunkt i stærkt elektronisk bearbejdede billeder fra filmene Dante's Inferno og Ben Hur samt ægte fistfucking viser filmen underkastelsens inderste væsen.